# Набукко (газопровод)

Схема маршрута газопровода

Набукко (англ. Nabucco) — нереализованный (отменённый) проект магистрального газопровода протяжённостью 3300 км из Ирана, а затем через Туркменистан и Азербайджана в страны ЕС, прежде всего Австрию и Германию. Планировался c целью создать альтернативный маршрут для поставок газа в Европу, обеспечив до 10 % её потребностей. Был отменён в связи с решением строить Трансадриатический газопровод.

## Параметры проекта
Проектная мощность газопровода составляла 26—32 млрд кубометров газа в год. Для обеспечения мощности газопровода Набукко были предложены несколько месторождений в Иране (Южный Парс). Проект начали разрабатывать в феврале 2002 года в ходе переговоров между австрийской компанией OMV и турецкой BOTAS, он был представлен в 2004 году.
Однако в связи с конфликтом вокруг иранской ядерной программы в 2006 году было принято решение изменить проект так, чтобы иметь возможность поставлять газ из Туркменистана, Узбекистана и Азербайджана. Позже, из-за осложнения отношений западных стран с Узбекистаном, последний был исключён из проекта, а в базу поставок для трубопровода были включены месторождения в Азербайджане (Шах-Дениз); в Туркменистане (Довлетабад, Южный Иолотань-Осман).
После покупки в 2009 году двумя участниками консорциума «Набукко» — австрийской кампанией OMV и венгерской MOL доли в газовых месторождениях северного Ирака — Khor Mor и Chemchemal, планировалась транспортировка газа в Европу из иракского Курдистана, что могло обеспечить 50 % газа, необходимого для заполнения трубопровода. Для транспортировки газа из Туркменистана рассматривался вариант строительства подводного газопровода из Туркменбаши в Баку под названием Транскаспийский газопровод, однако Россия выступила против этого конкурентного ей проекта.
Первоначально строительство «Набукко» планировалось начать в 2011 году, а завершить к 2014 году, однако реализация проекта несколько раз откладывалась из-за проблем с возможными поставщиками газа. Не удавалось собрать поставщиков, которые смогли бы полностью обеспечить проектную мощность трубопровода и обеспечить его экономическую целесообразность. Среднеазиатский газ оказывался слишком дорогим на входе и ещё более дорогим на выходе из планировавшейся трубопроводной системы, стоимость которой прогнозировалась в размере 7,9 млрд евро. В конце февраля 2011 года газета Guardian сообщила, что, по собственным оценкам компании BP, реальная стоимость проекта выросла до 14 млрд евро, подорожание связано с ростом цен на сырьё, в частности, железную руду, необходимую для выплавки металла для труб. В конце 2011 года было сообщено, что сроки запуска проекта сдвинулись к 2018 году.
В консорциуме по строительству газопровода приняли участие компании OMV Gas GmbH (Австрия), BOTAŞ (Турция), «Булгаргаз» (Болгария), Transgaz (Румыния).

## Решение Турции
В 2008 году министр иностранных дел Турции Али Бабаджан заявил, что в связи с войной в Грузии альтернативой грузинскому маршруту газопровода мог бы быть вариант прокладки газопровода по территории Армении. В ответ завотделом президентской администрации Азербайджана заявил, что сотрудничество с Арменией неприемлемо в связи с Карабахским конфликтом, а маршрут газопровода уже определён.
В январе 2009 года премьер-министр Турции Эрдоган увязал разблокирование энергетической главы по вступлению Турции в ЕС и участие Турции в проекте.
13 июля 2009 года в турецкой столице Анкаре премьер-министрами Турции, Австрии и Венгрии и министрами энергетики Болгарии и Румынии было подписано многостороннее соглашение о строительстве газопровода «Набукко». В церемонии участвовали президент Грузии Михаил Саакашвили, министры 20 стран, а также спецпредставитель США по энергетическим вопросам в Евразии Ричард Морнингстар, заместитель помощника госсекретаря США Мэтью Брайза, еврокомиссар по энергетике Андрис Пиебалгс. В целом, в церемонии подписания соглашения приняли участие официальные представители около 30 стран, а также председатель Еврокомиссии Жозе Мануэль Баррозу. Невзирая на высокий уровень саммита, на момент подписания соглашения ни одного поставщика для трубопровода ещё не было найдено.
Всего через три недели, в августе 2009 года, во время визита премьер-министра РФ В. В. Путина в Анкару был подписан договор с Турцией о прокладке через её территориальные воды российского газопровода «Южный поток».
Тем не менее 4 марта 2010 года Турция ратифицировала своё участие в проекте «Набукко» и строительство газопровода через свою территорию. Однако к концу марта переговоры о поставках азербайджанского газа в Европу между Анкарой и Баку были приостановлены по причине противоречий, обусловленных попытками Турции нормализовать отношения с Арменией.
28 июня 2013 года было объявлено, что проект «Набукко» закрыт, приоритетным проектом теперь является Трансадриатический газопровод, а транспорт газа с месторождения Шах-Дениз из Азербайджана вообще находится под вопросом.
Однако не исключена возможность того, что проект «Набукко» в конце концов будет реализован в связи с запуском в июне 2018 года Трансанатолийского газопровода (TANAP) по Турции (от Грузии до Греции). В 2020 году будет введён в строй интерконнектор Греция — Болгария, поэтому будет несложно соединить трассу с Румынией, а дальше через Венгрию с Австрией. Если этого удастся добиться, то «Набукко» сможет функционировать, как это и планировалось.

## Проведённые работы и судьба проекта
15 октября 2010 года Венгрия и Румыния открыли 47-километровый участок газопровода «Набукко» по маршруту Арад — Сегед, который соединяет венгерскую и румынскую газораспределительные системы, участок проходит по территории Венгрии. Ранее был открыт румынский участок газопровода длиной 60 километров, который строила компания Transgaz.
В начале 2012 года представитель министерства энергетики Турции заявил, что Турция более не будет оказывать «полную поддержку» проекту Nabucco. Он выразил мнение, что альтернативные этому газопроводу проекты будут намного дешевле и проще в реализации.
В конце февраля 2012 года сообщалось, что консорциум проекта «Набукко» принял решение уменьшить мощность газопровода в два раза и провести его только по территории Болгарии и Австрии.
23 апреля 2012 года премьер-министр Венгрии Виктор Орбан заявил, что венгерская компания MOL покидает проект строительства газопровода «Набукко».
В мае 2012 года консорциум проекта Nabucco представил новый вариант трубопровода с названием Nabucco-West. Как предполалось, Nabucco-West должен был пройти от турецко-болгарской границы до Австрии, его длина планировалась в 1300 км (в три раза меньше по сравнению с первоначальным вариантом газопровода «Набукко»).
1 марта 2013 года немецкий энергоконцерн RWE продал долю в проекте строительства газопровода «Набукко» австрийской группе OMV и таким образом вышел из проекта. 15 апреля сделка была проведена полностью.
В июне 2013 года консорциум по разработке азербайджанского месторождения газа Шах-Дениз отказался от Nabucco West в качестве маршрута для транспортировки газа, выбрав альтернативный маршрут, который должен пройти через Грецию и Албанию до Италии по газопроводу TAP. Консорциум Nabucco West тогда заявил, что будет искать другие источники газа для своего газопровода.
26 июня 2013 года австрийская газовая компания OMV Gas GmbH, возглавляющая консорциум по строительству магистрального газопровода Набукко из Туркменистана и Азербайджана в страны ЕС, официально объявила об аннулировании проекта.
28 августа 2013 года президент Румынии Траян Бэсеску потребовал от Еврокомиссии вернуть 23 млн евро, потраченные румынской государственной компанией Transgaz на проект Nabucco West.
Вплоть до декабря 2014 Болгария продолжала затягивать согласование условий по прокладке в рамках проекта «Южный поток» газопровода через её территориальные воды и территорию. В результате от проекта «Южный поток» Российская Федерация отказалась в пользу наращивания уже действующего «Голубого потока» и строительства газопровода «Турецкий поток» в юго-восточную и южную Европу через Турцию в обход Болгарии — практически изменённый «Южный поток», фактически являющийся объединением проектов «Набукко» и «Голубой поток».
Однако, затем уже и Турция отказалась от второй нитки газопровода «Турецкий поток», оставив только одну для собственных нужд, что поставило под вопрос целесообразность всего проекта «Голубой поток» и его конкуренцию с Nabucco. Но в январе 2018 года запрет был отменён.
19 ноября 2018 года Россия всё же довела обе нитки морского участка газопровода «Турецкий поток» до турецкого европейского берега у городка Кыйыкей, надеясь на поставку своего газа по Трансадриатическому газопроводу (ТАP) через Грецию на Италию. Однако мощности ТАР уже запланированы под турецкий Трансанатолийский газопровод (TANAP) и единственным выходом для России на юге становится Nabucco West, пока не построен Транскаспийский газопровод для туркменского газа.

## Современное состояние
В июне 2018 года в Турции был наконец запущен собственный Трансанатолийский газопровод (TANAP) от (Грузии до Греции) с пропускной способностью 16 миллиардов кубометров в год с перспективой до 60 млрд кубов/год. И хотя планируется присоединение TANAP к Трансадриатическому трубопроводу (TAP) в сторону Италии, для «Набукко» — это второе дыхание, так как TANAP — это фактически азиатская часть проекта «Набукко», а европейская часть Nabucco-West практически готова. И уже строится интерконнектор Греция — Болгария. Причём, мощность Трансадриатического трубопровода (TAP) составляет всего 10 млрд кубических метров в год с возможностью увеличения пропускной способности до 20 миллиардов, что недостаточно для мощностей TANAP.
12 августа 2018 года в Актау  (Республика Казахстан) главами пяти прикаспийских стран была подписана «Конвенция о правовом статусе Каспия». Правила прокладки газопроводов по дну Каспия по Конвенции предусматривают согласие только соседних стран, а не всех стран Каспийского моря. Туркменистан после подписания соглашения, в частности, заявил, что готов проложить по дну Каспия Транскаспийский газопровод, который позволит ей экспортировать свой газ через TANAP в Европу по проекту Nabucco. Согласия России, которая ранее настаивала на том, что проект газопровода через Каспий может быть реализован только с позволения всех пяти каспийских государств, теперь больше не требуется. Считается, что Россия сняла свои экологические претензии в связи со строительством собственного подводного газопровода «Северный поток» в Европу по дну Балтийского моря.